# Paul Oettli

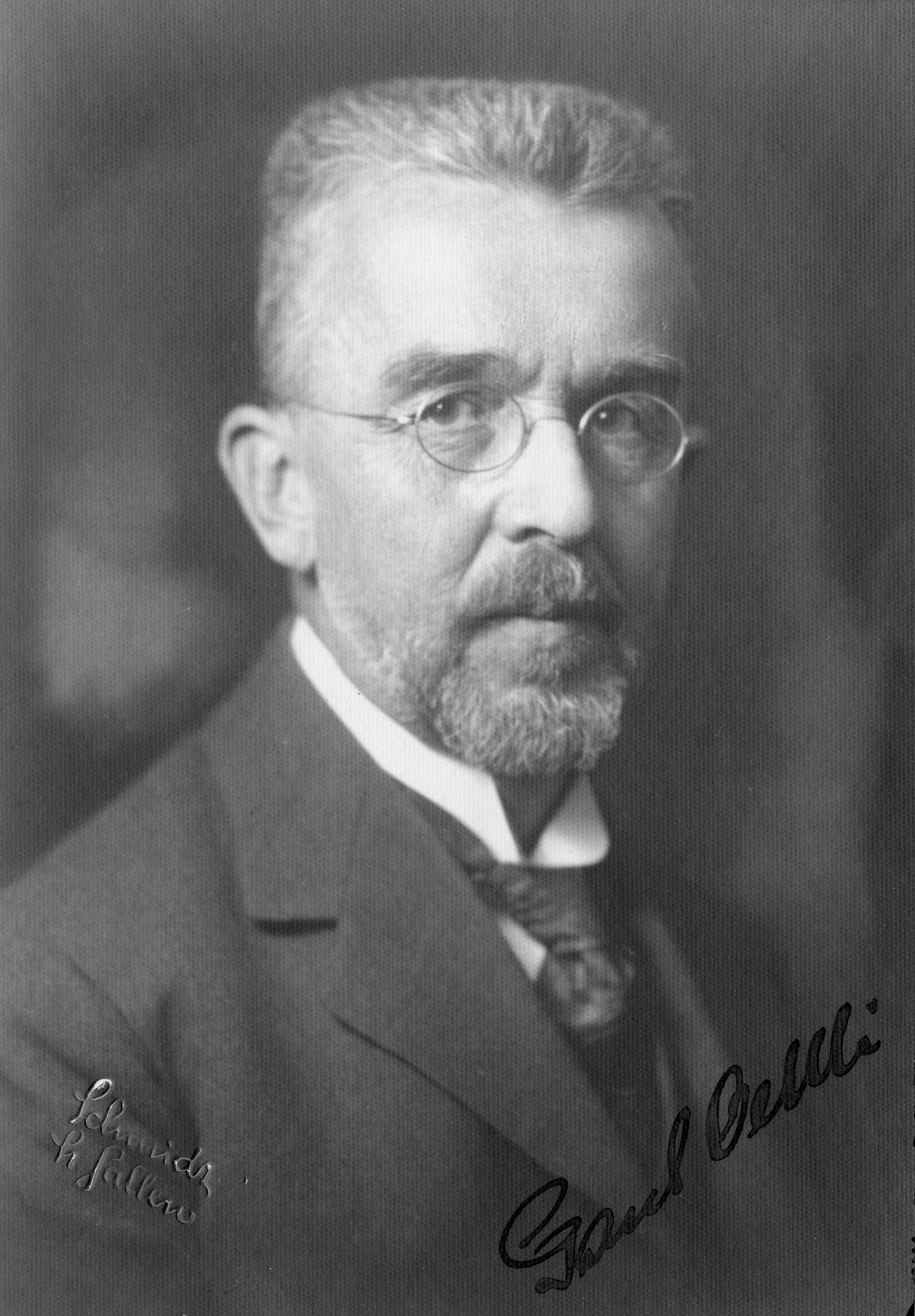
Paul Oettli, ca. 1910

Paul Oettli (* 6. Dezember 1872 in Märstetten; † 29. Februar 1952 in St. Peterzell) war ein Schweizer Sprachwissenschaftler und Hochschulrektor.

## Leben
Paul Oettli wurde am 6. Dezember 1872 in Märstetten geboren. Sein Vater war Lehrer, Bauer und zeitweise Verwalter des Schlosses Altenklingen. Nach dessen frühzeitigem Tod zog Paul Oettli 1882 mit seiner Familie nach St. Gallen, wo seine Mutter eine Pension eröffnete. In St. Gallen besuchte er die Kantonsschule und die Sekundarlehramtsschule.
Nach dem Abschluss unterrichtete Paul Oettli zunächst Deutsch im Knabeninstitut „Gibraltar“ in Neuchâtel. Weil ihm jedoch die Institutstätigkeit nicht gefiel, verliess er die Schule schon nach einem Jahr wieder. Stattdessen arbeitete er als selbstständiger Lehrer in Italien und unterrichtete Deutsch und Französisch an verschiedenen Privatschulen in England. Im Sommer 1898 kam Oettli wieder zurück in die Schweiz und arbeitete für kurze Zeit als Ferienlehrer und in St. Peterzell als Reallehrer. Im darauffolgenden Jahr wurde er an der neugegründeten Handelsakademie St. Gallen als Hilfslehrer für Deutsch als Fremdsprache angestellt.
1903 wurde Paul Oettli zum Hauptlehrer und acht Jahre später zum Professor für Germanistik ernannt, wobei er nicht nur Deutsch, sondern auch Englisch unterrichtete. Im Jahr 1926 erfolgte seine Wahl zum Rektor. Während seiner Amtsdauer wurde die Regelstudienzeit von vier auf sechs Semester ausgedehnt und drei neue Lehrstühle – Betriebswirtschaftslehre, Volkswirtschaftslehre und Rechtswissenschaft – wurden geschaffen. Die Handelshochschule änderte zu dieser Zeit ihren Namen durch den modernen Zusatz „Hochschule für Wirtschaftswissenschaften“. Um die Hochschule stärker im Bewusstsein der Bevölkerung zu verankern und ihre Ziele besser durchsetzen zu können, führte Oettli 1928 den Hochschultag ein und gründete 1931 den Hochschulverein.
In breiteren Kreisen war Paul Oettli bekannt durch seine publizistischen Beiträge, unter anderem in der NZZ, dem Sprachspiegel, der Schweizerischen Lehrerzeitung und dem St. Galler Tagblatt. Ausserdem war Oettli Mitglied des Deutschschweizerischen Sprachvereins und gründete 1911 die Gesellschaft für deutsche Sprache in St.Gallen. Intensiv beschäftigte er sich insbesondere mit deutschschweizerischen Geschlechts- und Ortsnamen, worüber er je eine Monografie veröffentlichte.
Nach seiner Pensionierung 1940 wurde Paul Oettli zum Honorarprofessor der Handelshochschule St. Gallen ernannt.
Er verstarb am 29. Februar 1952 in St. Peterzell.

## Werke (Auswahl)
- Sprachliche Entdeckerfahrten. Wegleitung zu denkendem Erfassen der Sprache. Huber, Frauenfeld/Leipzig 1922.
- Wortkunde. Verlag des Pestalozzianums, Zürich 1935 (= Schriftenreihe zur Unterrichtsforschung und Unterrichtsgestaltung. Band 3).
- Deutschschweizerische Geschlechtsnamen. E. Rentsch, Erlenbach-Zürich 1935 (= Volksbücher des Deutschschweizerischen Sprachvereins. Band 14).
- Deutschschweizerische Ortsnamen. E. Rentsch, Erlenbach-Zürich 1945 (= Volksbücher des Deutschschweizerischen Sprachvereins. Band 15).